# Al Qaţrūn
Al Qaţrūn är en ort i Libyen.   Den ligger i distriktet Murzuq, i den centrala delen av landet, 900 km söder om huvudstaden Tripoli. Al Qaţrūn ligger 479 meter över havet och antalet invånare är 4 500.
Terrängen runt Al Qaţrūn är mycket platt.  Trakten runt Al Qaţrūn är nära nog obefolkad, med mindre än två invånare per kvadratkilometer. Det finns inga andra samhällen i närheten. Trakten runt Al Qaţrūn är ofruktbar med lite eller ingen växtlighet.